# Gutsbezirk Spessart

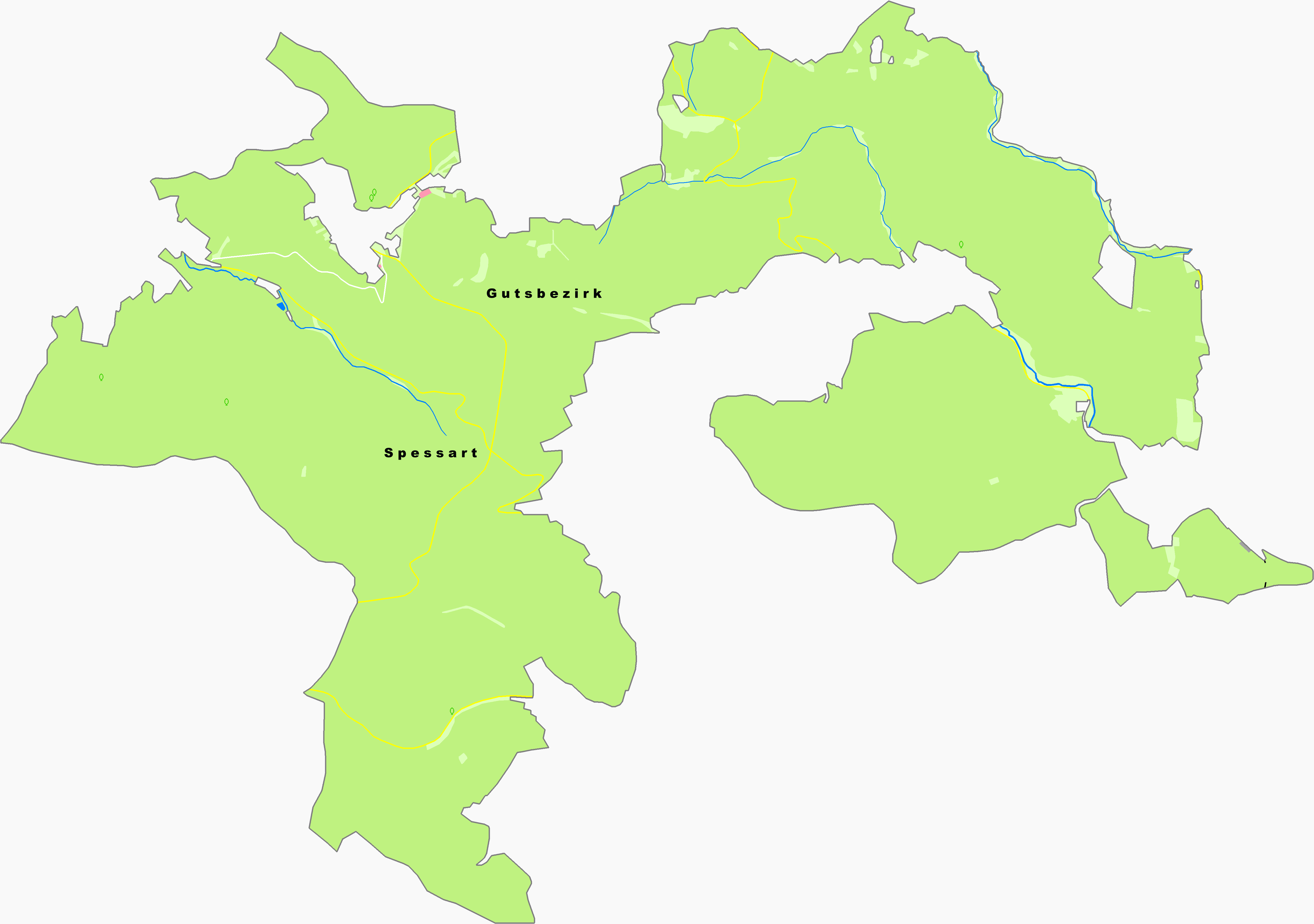
Gemeindefreies Gebiet Gutsbezirk Spessart

Der Gutsbezirk Spessart ist ein zerklüftet umgrenzter Forstgutsbezirk und ein gemeindefreies Gebiet im Main-Kinzig-Kreis in Hessen, Bundesrepublik Deutschland. Er steht mit der Gemeindekennzahl 06 4 35 200 gleichrangig neben den Kommunen des Landkreises und ist ein unbewohntes Waldgebiet.
Der Gutsbezirk Spessart wurde zum 30. September 1929 aus den aufgelösten Gutsbezirken Burgjoß, Forst (teilweise) und Marjoß, Forst sowie Salmünster, Forst gebildet, die seinerzeit in den Kreisen Gelnhausen und Schlüchtern lagen.

## Geographische Lage
Der Forstgutsbezirk Spessart mit der hessischen Gemarkungsnummer 1032 liegt in Südosthessen im Osten des Main-Kinzig-Kreises im Naturpark Hessischer Spessart an der Grenze zu Bayern. Seine Fläche beträgt 8930 Hektar, von der 8623 Hektar als Waldfläche genutzt werden.  Die höchste Erhebung im Gutsbezirk Spessart ist der Schwarze Berg mit 521 m ü. NN. Die Feldgemarkungen der Dörfer Alsberg, Mernes, Marjoß und Jossa sind fast vollständig von den Waldungen des Gutsbezirks umgeben und bedingen so dessen zerlappte Grenzziehung.

## Verwaltung
In Hessen gilt gemäß § 153 Absatz 1 Buchstabe c der Hessischen Gemeindeordnung die Verordnung über gemeindefreie Grundstücke und Gutsbezirke vom 15. November 1938. Sie unterscheidet zwischen gemeindefreien Grundstücken und Gutsbezirken. Der Gutsbezirk Spessart ist ein Forstgutsbezirk im Sinne des § 4 Absatz 2 der Verordnung. In den Forstgutsbezirken ist der zuständige staatliche Forstbeamte Gutsvorsteher.

## Nachbargemeinden
Der Gutsbezirk Spessart wird umgeben von der Stadt Steinau an der Straße, der Stadt Schlüchtern, der Gemeinde Sinntal, der Gemeinde Jossgrund, der Stadt Bad Orb, der Stadt Bad Soden-Salmünster und den gemeindefreien Gebieten Burgjoß und Forst Aura (beide im Landkreis Main-Spessart).

## Natur und Sehenswürdigkeiten
Im Bereich des Gutsbezirks befinden sich mehrere Vogelschutzgebiete und Fauna-Flora-Habitate. Dazu gehören unter anderem das Rohrbachquellgebiet, die Hirschkäfergebiete bei Jossa und der Biberlebensraum Hessischer Spessart.
Im Wald oberhalb der Ortschaft Mernes befindet sich der Zentgrafenstein, ein Gedenkstein aus dem Jahre 1710. Der am Sälzer Weg gelegene Stein erinnert an einen Johann Georg Centgraf aus Suhl.

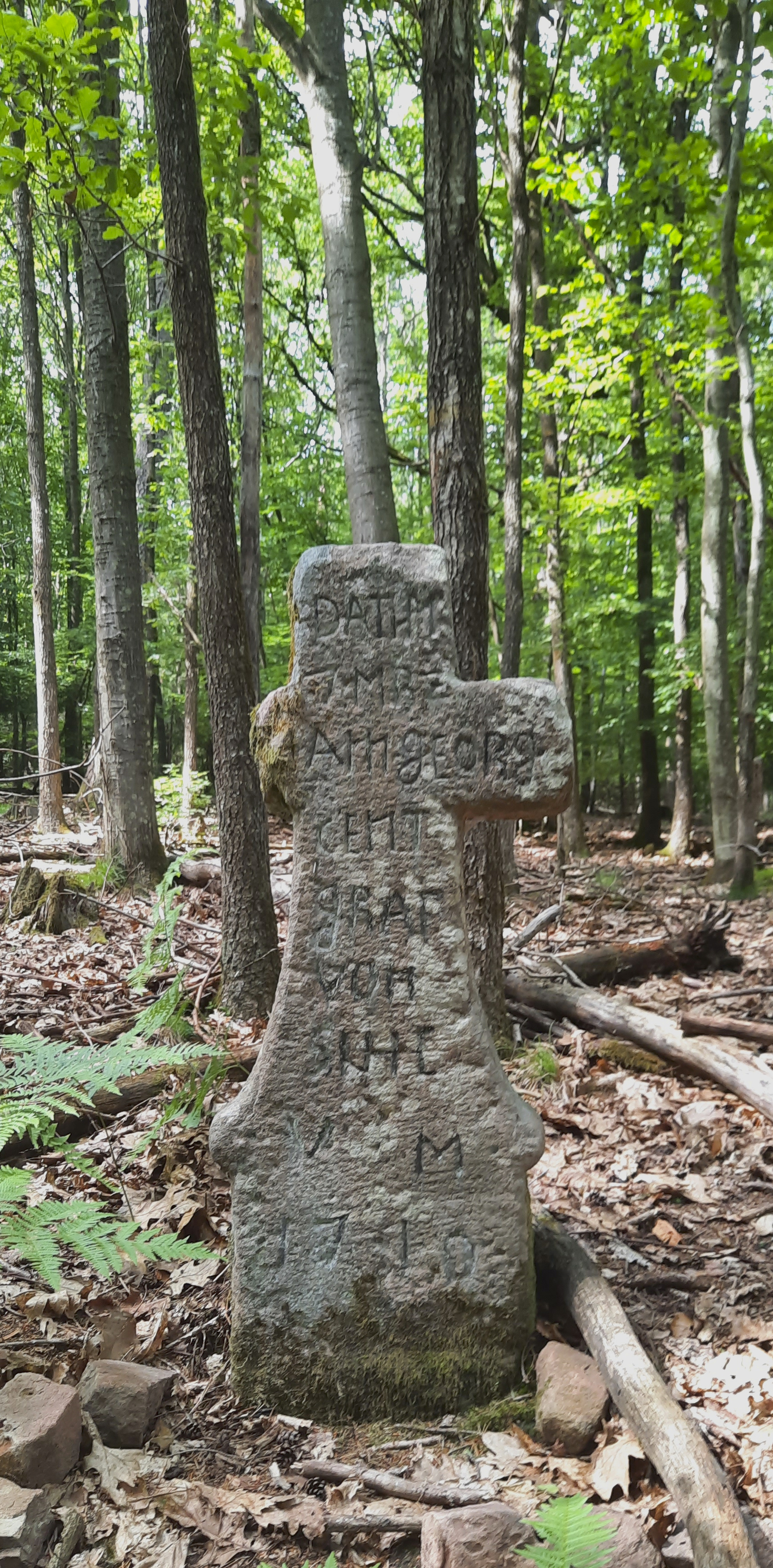
Zentgrafenstein auch Sälzerkreuz genannt